# Канта-Хяме
Канта-Хяме (фин. Kanta-Häme, швед. Egentliga Tavastland) — область на юге современной Финляндии.

## Муниципалитеты
Область Канта-Хяме состоит из 11 общин:
| - Форсса (Forssa) - Хаттула (Hattula) - Хаусъярви (Hausjärvi) - Хумппила (Humppila) - Хямеэнлинна (Hämeenlinna) - Янаккала (Janakkala) - Йокиойнен (Jokioinen) - Лоппи (Loppi) - Рийхимяки (Riihimäki) - Таммела (Tammela) - Юпяя (Ypäjä) | 1 2 3 4 5 6 7 8 9 10 11 |

## Экономика
По ВВП на душу населения в 2017 г. регион занимал 14-е место (из 19 регионов) в Финляндии с показателем 28 816 евро на человека.